# Макарье (Воронежская область)
Мака́рье — село в Новоусманском районе Воронежской области.
Входит в состав Орловского сельского поселения.

## История
Основано в 1720—1730-е годы переселенцами из городка Орлова.
В Отечественную войну 1812 года из села было призвано 2 рекрута. Также имелся конный завод.
Стараниями писателя А. И. Эртеля в 1892 году появились школа и библиотека.
В годы Гражданской войны в здании школы располагался штаб С. М. Будённого.
В 1930 году был образован колхоз, первый председатель которого Г. Ф. Артамонов был убит кулаками. В его честь в селе названа улица.

## Население
| 1807 | 1900 | 1926 | 2007 |
| ---- | ---- | ---- | ---- |
| 237  | 1053 | 1423 | 548  |

## География
Расположено на правом берегу ручья Макарик.

### Климат
Климат умеренно континентальный. Количество осадков колеблется от 500 до 650 мм ртутного столба. Населённый пункт располагается в лесостепной зоне.

## Экономика
Традиционно развиты сельское хозяйство (растениеводство, рыбоводство) и туризм.
В 2015 году село было выбрано местом проведения большой ежегодной выставки «День воронежского поля».
Через Макарье проходит маршрут автобуса «Воронеж-Трудовое», который отправляется с Левобережной автостанции Воронежа.

## Достопримечательности
В селе находится единственный в регионе объект исторической памяти, посвящённый учителю — памятник земскому учителю Михаилу Васильевичу Гонорскому.
Курганный могильник у Макарья признан объектом культурного наследия федерального значения. Памятник археологии состоит из 4 насыпей.